# Juan Gualberto Guevara
Juan Gualberto Guevara (né le 12 juillet 1882 à Villa de Vitor dans l'agglomération d'Arequipa, Pérou, et mort le 27 novembre 1954 à Lima), est un cardinal péruvien de l'Église catholique du XXe siècle, nommé par le pape Pie XII. Il est le premier cardinal péruvien.

## Biographie
Juan Gualberto Guevara étudie à Arequipa et à Rome. Il fait du travail pastoral à Arica et est vice-recteur du séminaire d'Arequipa. Il est  directeur d'El Deber en 1928-1940, le journal le plus ancien du Sud du Pérou. En 1940 il est élu évêque de Trujillo. Le diocèse est promu archidiocèse en 1943. En 1945 il est nommé vicaire militaire du Pérou et est transféré à l'archidiocèse de Lima. 
Le pape Pie XII le crée cardinal au consistoire du 18 février 1946.

## Distinctions
- Grand-croix de l'ordre d'Isabelle la Catholique